# فرانكو نينسي
فرانكو نينسي (بالإيطالية: Franco Nenci)‏ (مواليد 25 يناير 1935) هو ملاكم إيطالي، مثّل بلاده في الألعاب الأولمبية الصيفية 1956 وحقق الميدالية الفضية في فئة وزن الويلتر.

## روابط خارجية
فرانكو نينسي على موقع بوكس ريك (الإنجليزية) (registration required)
- فرانكو نينسي على موقع اللجنة الأولمبية الدولية (الإنجليزية)
- فرانكو نينسي على موقع أوليمبيديا (الإنجليزية)
- فرانكو نينسي على موقع اللجنة الأولمبية الإيطالية (الإيطالية)